# Termesivy
Termesivy (německy Termeshof, Tirmanshöfen) jsou vesnice, část okresního města Havlíčkův Brod. Nachází se asi tři kilometry východně od Havlíčkova Brodu. Termesivy jsou také název katastrálního území o rozloze 5,06 km². V katastrálním území Termesivy leží i Herlify.

## Historie
České jméno vesnice vzniklo z německého Termeshof, původně Dürrmanshof neboli Suchánkův Dvůr. První písemná zmínka o osadě je z roku 1379.

## Pamětihodnosti
- Severovýchodně od vesnice se na břehu Sázavy dochovalo tvrziště Hadrburg.
- V jižní části katastrálního území se nachází přírodní památka Šlapanka.

## Další fotografie

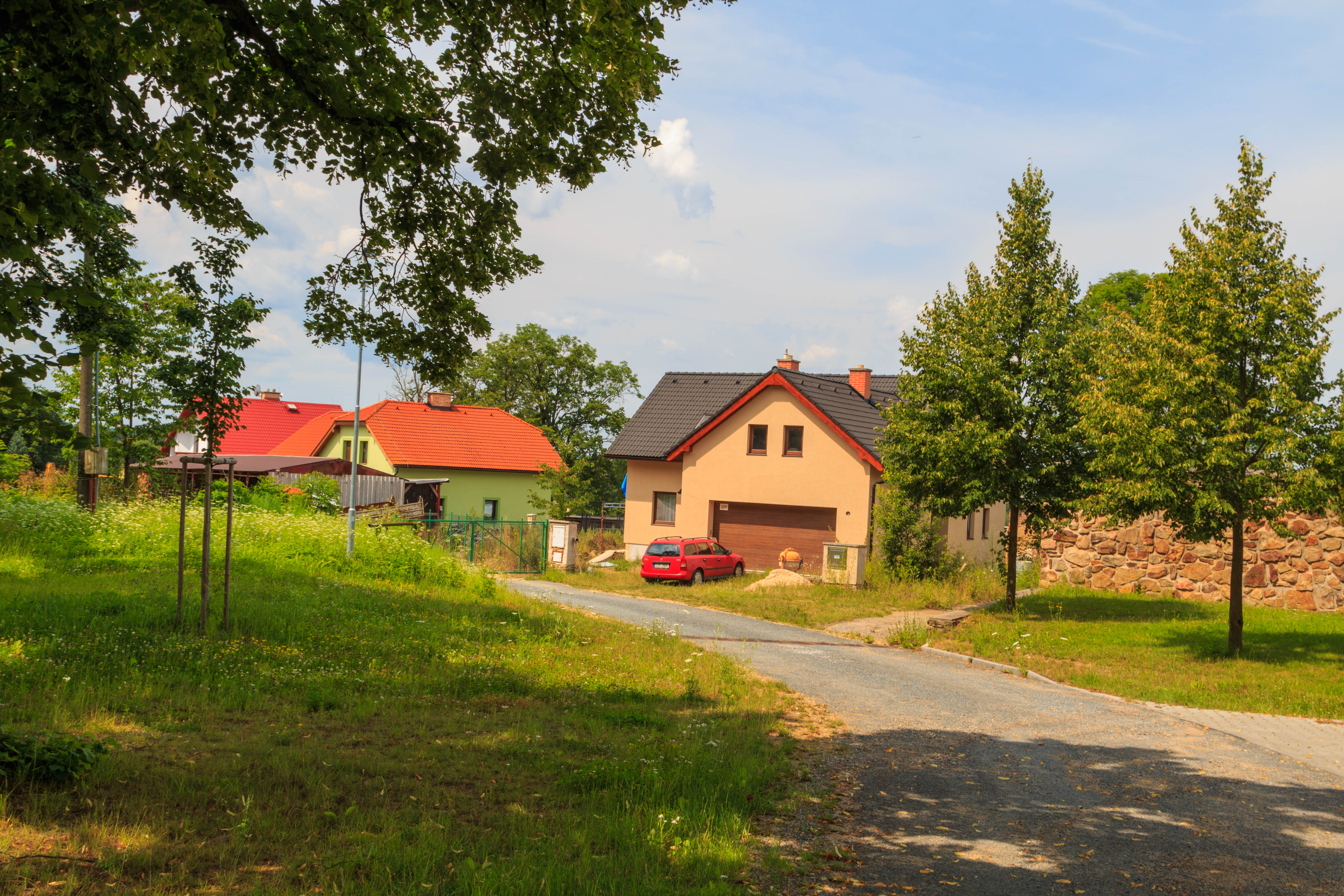
Dům čp. 127
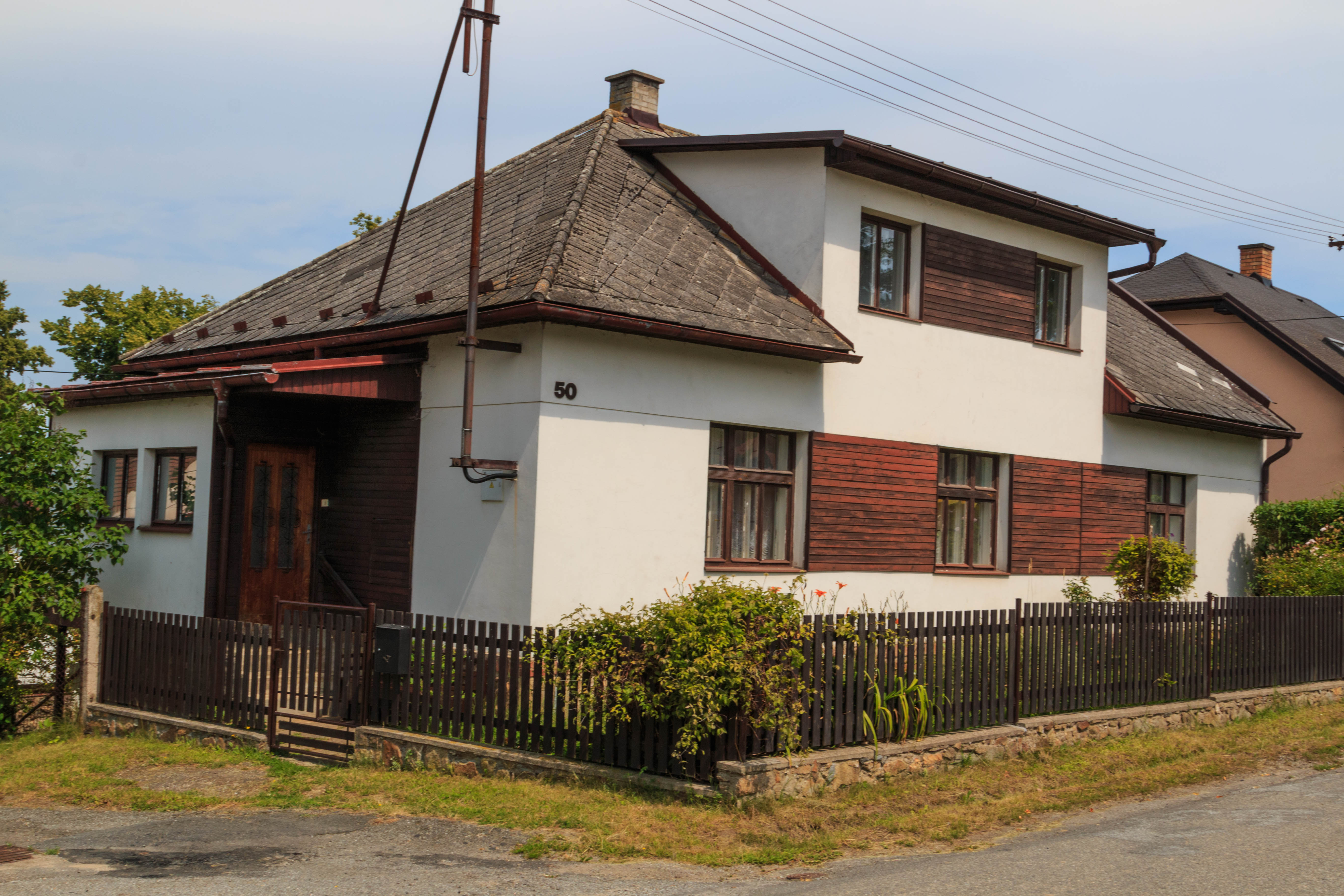
Dům čp. 50
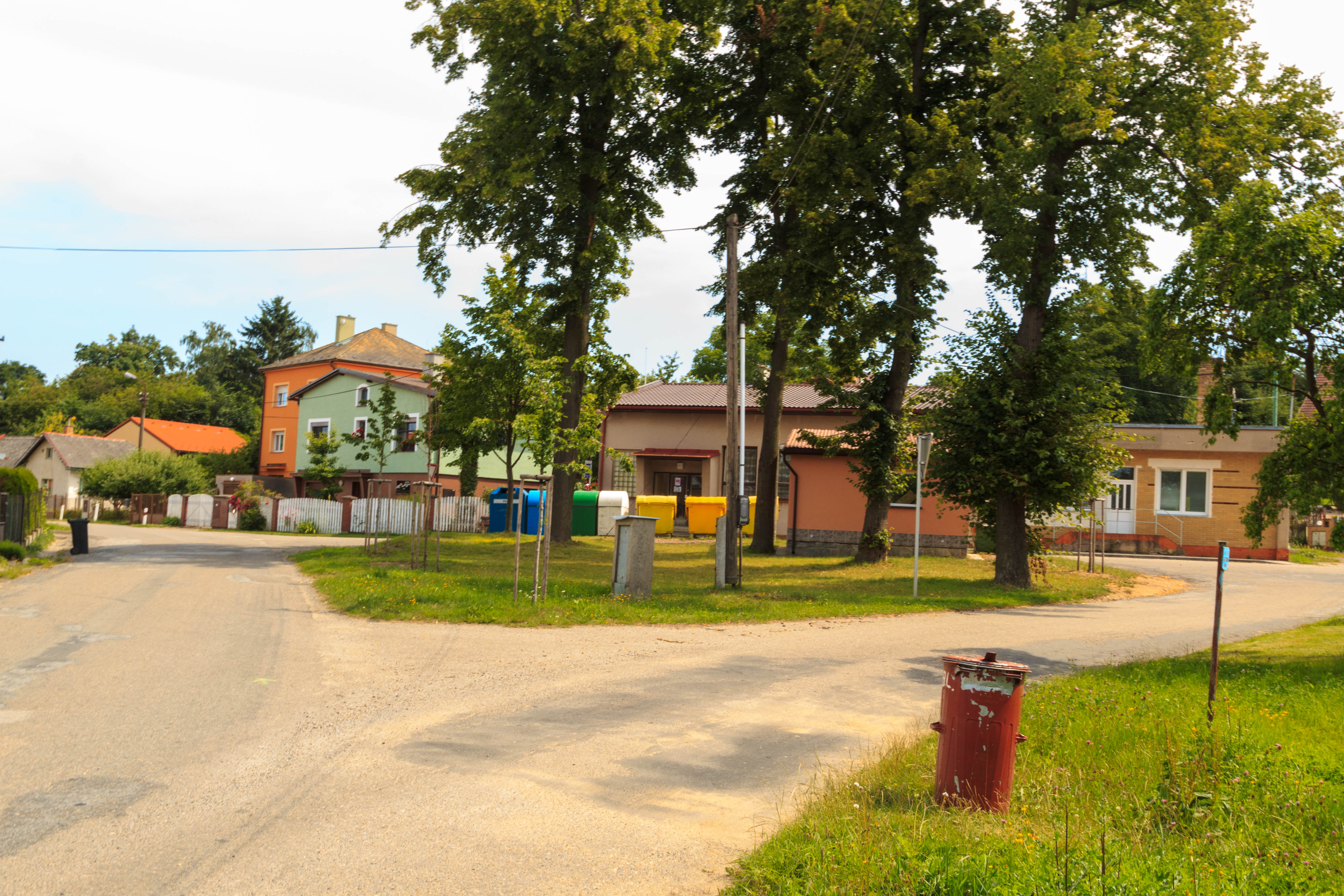
Dům čp. 83
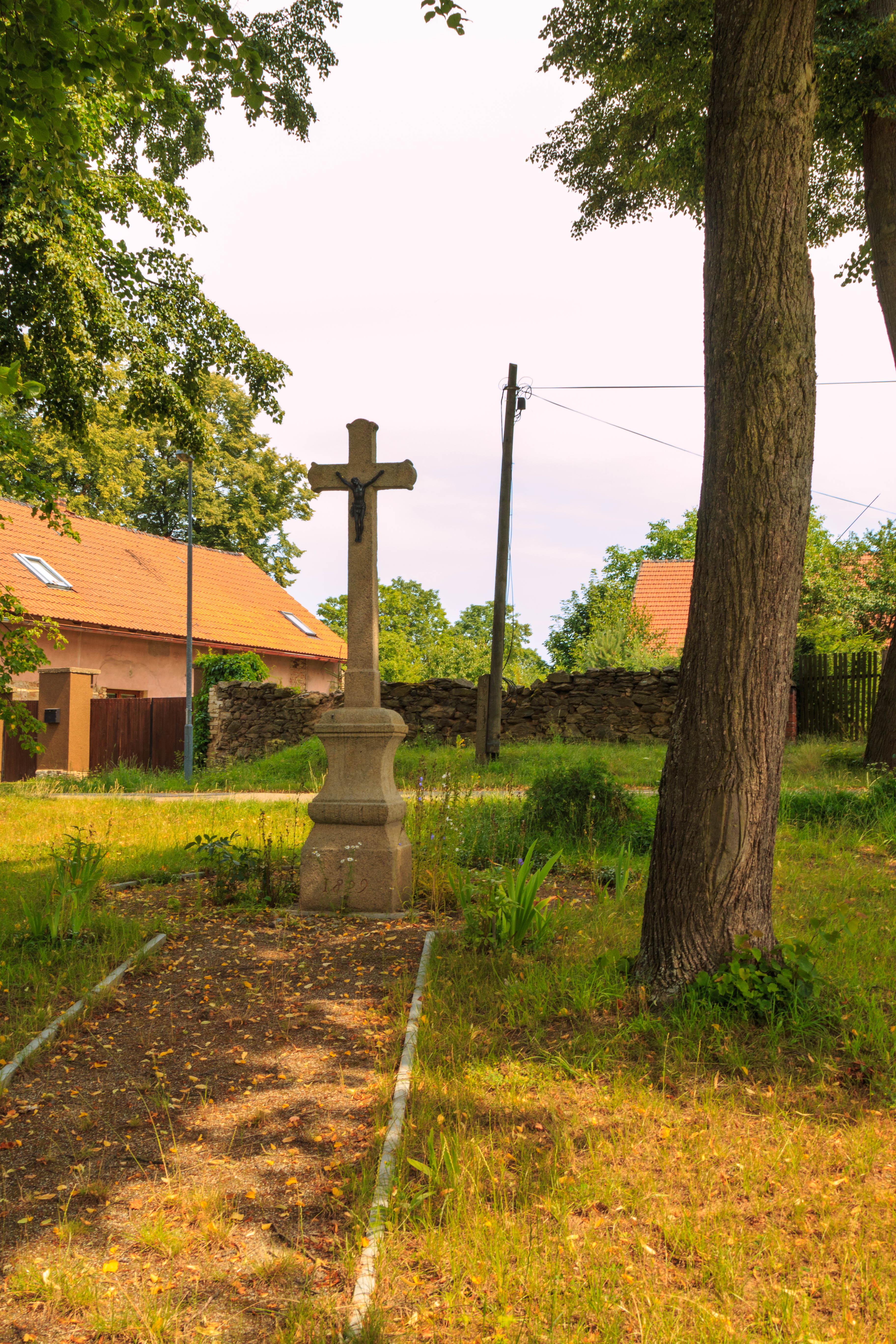
Křížek